# 핍진성
핍진성(逼眞性, verisimilitude)은 철학에서 일부 명제들이 다른 명제들보다 진리에 더 가깝다는 개념이다. 핍진성의 문제는 하나의 거짓된 이론이 다른 거짓된 이론보다 진리에 더 가까운지에 관해 분명히 하는 문제이다. 문학적 핍진성은 어떤 텍스트가 문학 속 맥락에서 독자가 신뢰할 만하고 또한 개연성이 있다고 독자에게 납득시키는 정도를 가리킨다.
철학에서 핍진성 문제는 칼 포퍼의 철학 이론의 핵심이었다.

## 같이 보기
- 상상력
- 트루시니스